# Dalarna tartomány
Dalarna Svédország egyik történelmi tartománya Közép-Svédországban. Szomszédai: Härjedalen, Hälsingland, Gästrikland, Västmanland és Värmland tartományok, valamint Norvégia.

## Megye
A tartomány határai ugyanazok, mint a megye határai. Csak egy kis rész északon tartozik Gävleborg megyéhez.

## Történelem
1971 előtt feltérképezett városok:
- Avesta (1641 – 1686)
- Borlänge (1944)
- Falun (1641)
- Hedemora (kb. 1400)
- Ludvika (1919)
- Säter (1642)

## Földrajz
A déli részen néhány rézbánya található. Az északi rész hegyes, sok tóval.
Nemzeti parkok:
- Färnebofjärden
- Fulufjället
- Hamra
- Töfsingdalen

Ugyancsak itt található az 5. legnagyobb tó Svédországban, a Siljan.

## Kultúra

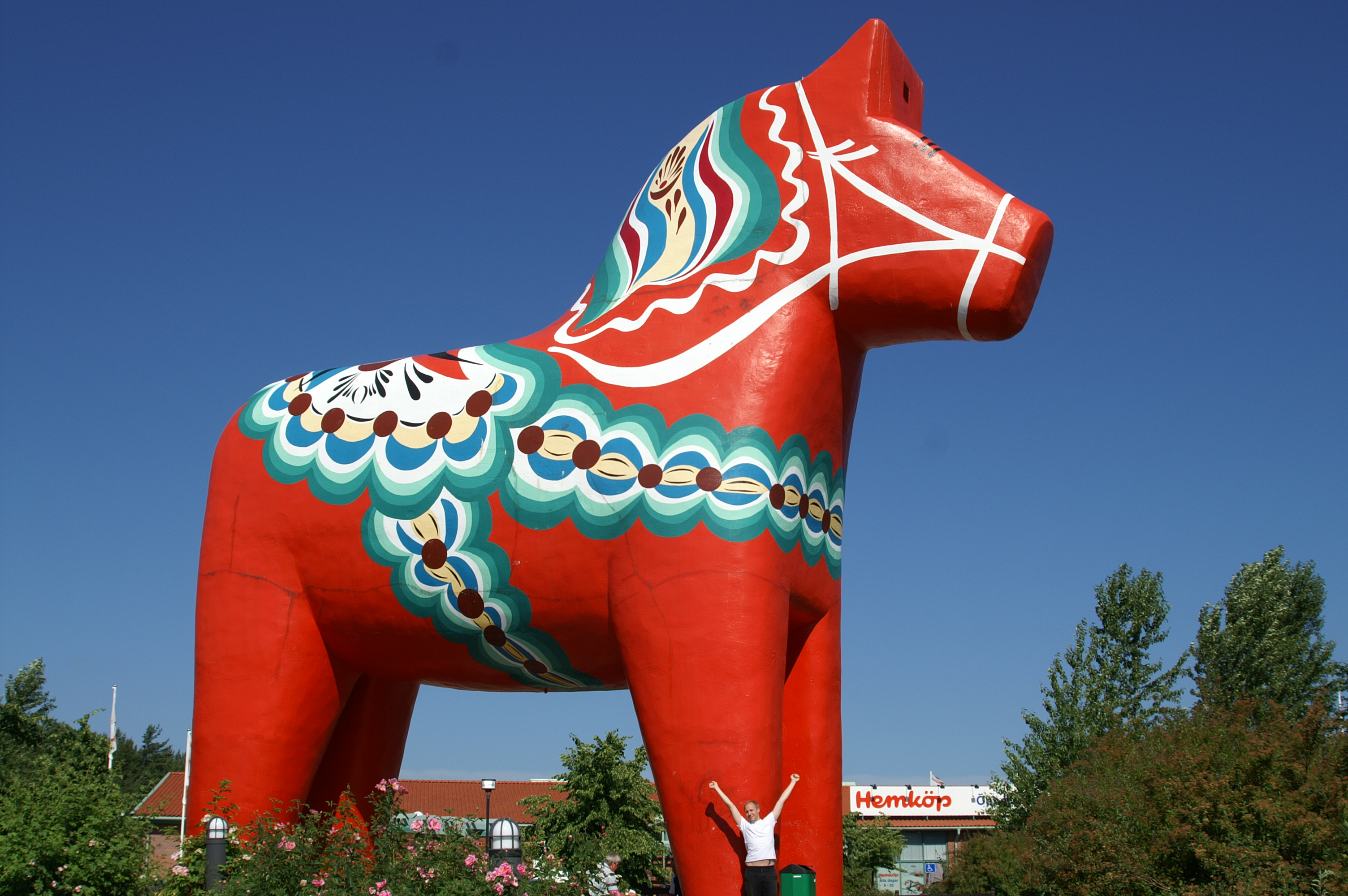
A fából készült Dala ló

A legismertebb jellemzője a Dala ló (Dalahästen), egy festett és kidiszített faló. A Vasa futamot (90 km-es sífutás) évente megtartják március első vasárnapján Sälen és Mora között. A Falun környéki bányavidéket az UNESCO világörökségnek nyilvánította.

## Híres emberek
- Gustaf de Laval (1845-1913), feltaláló és mérnök

## Címer
A címert 1560-ban kapta. A tartomány hercegség is, ezért hercegi korona is látható a címeren.